# Sarah Knauss
Sarah DeRemer Clark Knauss (Hazleton, 24 de setembro de 1880 – Allentown, 30 de dezembro de 1999) foi uma supercentenária americana. Entre 16 de abril de 1998 e a data do seu falecimento, foi uma das pessoas mais velhas do mundo, tendo falecido aos 119 anos e 97 dias. Sarah foi a pessoa mais velha da história dos Estados Unidos, assim como a terceira pessoa que viveu mais tempo na história, sendo superada pela francesa Jeanne Calment e pela japonesa Kane Tanaka.

## Biografia
Sarah nasceu em 24 de setembro de 1880 em Hollywood, Pensilvânia, em uma pequena aldeia de mineração de carvão, sendo a filha mais velha de Walter Clark (19 de abril de 1849 – 16 de dezembro de 1934) e Amelia "Emilie" Kreyscher (1 de junho de 1857 – 20 de março de 1926). Ela se casou com Abraham Lincoln Knauss (19 de dezembro 1878 – 1 de março de 1965) em 1901. Eles tiveram um filha: Kathryn Knauss (17 de novembro de 1903 – 21 de janeiro de 2005).
Abraham era um líder republicano da Pensilvânia e o registrador de ações. Sarah era dona de casa e gerente de uma agência de seguros.
Aos 116 anos, ela foi reconhecida como a nova detentora de recordes de longevidade nacional dos Estados Unidos, que então era mantido por Carrie C. White. Em 1998, tornou-se a pessoa a mais velha do mundo quando a canadense Marie-Louise Meilleur morreu em 16 de abril de 1998. Quando os membros de sua família lhe falaram de sua nova fama, sua resposta foi um sorriso e um "E daí?". Ela morreu apenas 33 horas antes de vivenciar a celebração do ano 2000.